# Máy làm Sushi
Máy làm sushi hay robot sushi là một thiết bị cơ khí tự động tạo ra nhiều loại sushi khác nhau. Một số máy chạy bằng điện. Một số máy làm sushi sản xuất cục cơm sushi để làm nigiri.

## Hoạt động
Kiểu máy làm sushi này có thể sử dụng phễu chứa đầy cơm sushi, từ đó cơm được cho vào máy, tạo hình cục cơm sushi và sau đó bị đẩy ra. Sau khi cục cơm được đẩy ra, sashimi và các thành phần khác sẽ được xếp thủ công trên chúng. Một số máy làm sushi có thể sản xuất cuộn sushi, máy tự động làm phẳng cơm thành những tấm cơm mỏng, thêm các thành phần khác nhau như sashimi, nori (rong biển ăn được) và rau, cuộn chúng lại và sau đó cắt các cuộn thành từng miếng riêng biệt. Một số máy cuộn có thể điều chỉnh để thay đổi cài đặt cho chiều dài và độ dày cuộn.
Nhà hàng sushi và hoạt động dịch vụ thực phẩm có thể sử dụng máy làm sushi để giảm chi phí lao động. Sushi được chế biến bằng máy sushi có thể có giá thấp hơn tại các cửa hàng so với loại được chế biến hoàn toàn bằng tay. Một số máy sushi có thể vận hành thủ công và hoạt động không cần điện.

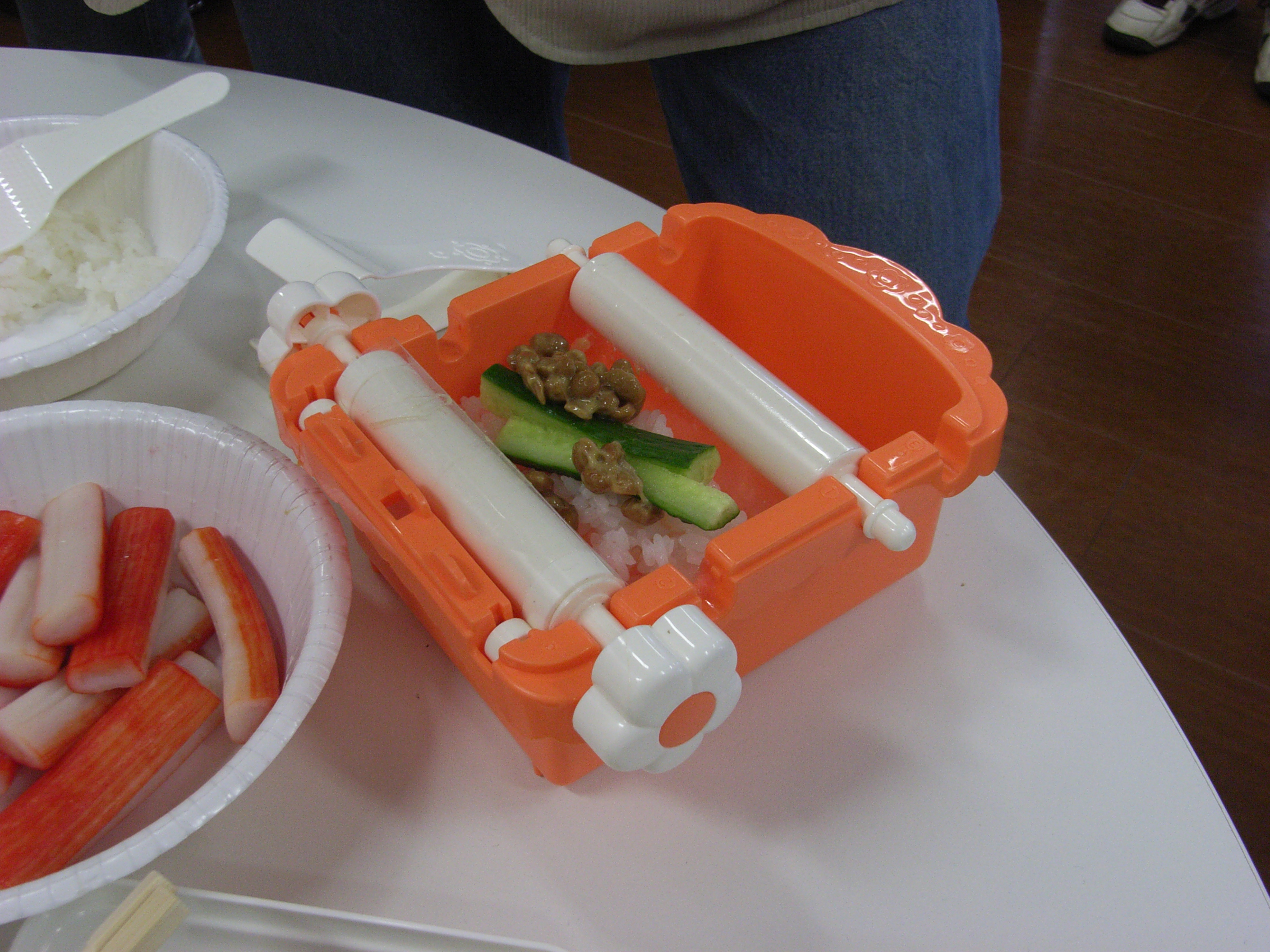
Thành phần trong một máy cuộn sushi vận hành thủ công
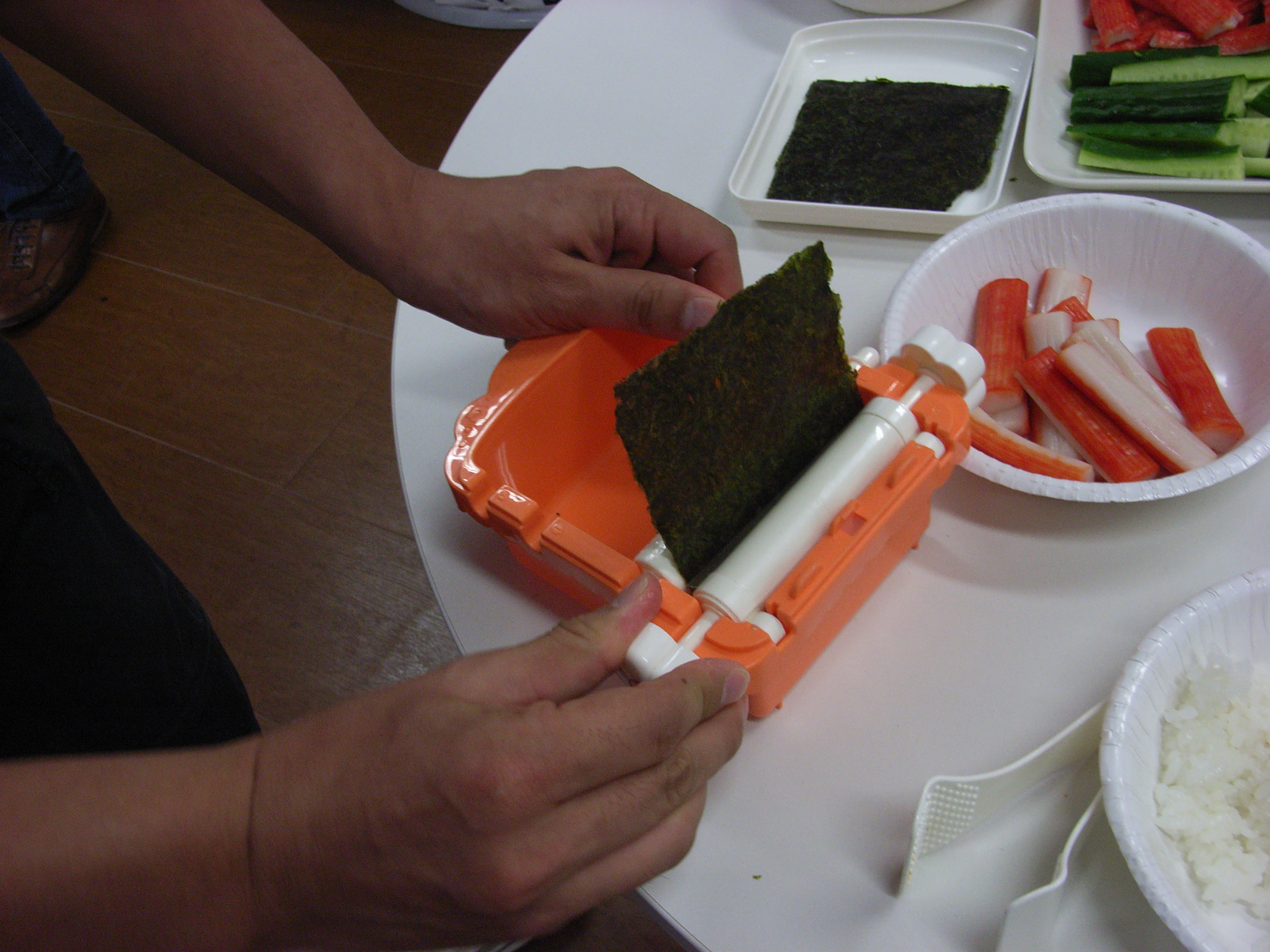
Nori được quấn quanh cuộn

## Nhà sản xuất
Máy làm sushi chạy bằng điện do Suzumo sản xuất có tên Sushibot có thể sản xuất tới 3.600 cục sushi mỗi giờ.
Một máy làm sushi khác tên là Suzumo sản xuất tới 400 cục sushi mỗi giờ. Suzumo là nhà sản xuất máy làm sushi lớn nhất Nhật Bản. Công ty tuyên bố đã phát minh ra máy làm sushi từ năm 1981.  Suzumo chiếm thị phần hơn 60% trong danh mục máy làm sushi vào tháng 4 năm 2013.
Các nhà sản xuất khác làm máy sushi bao gồm Autec, Robotic Sushi và Taiko Enterprises, cả ba đều sản xuất một số mô hình.  Robotic Sushi sản xuất một số máy làm sushi có kích thước công nghiệp và máy tính bảng, và một trong những mô hình của Taiko Enterprises được thiết kế để mô phỏng sushi theo sự chuẩn bị của con người.
Autec, công ty con của nhà sản xuất thiết bị âm thanh Audio-Technica, là một trong những công ty lớn nhất trong lĩnh vực này và chiếm thị phần cao thứ hai trong lĩnh vực máy cán “shari-tama” (cơm nắm). Họ sản xuất một số mẫu máy làm sushi cho mục đích thương mại.
năm 2014, Autec đã tung ra một mô hình mới tự động sản xuất shari, loại gạo được chế biến đặc biệt cho món sushi. Sushi Machines là một công ty ở Yorkshire, Anh, chuyên sản xuất máy làm sushi vận hành thủ công.